# Guibeville
Guibeville  [gibvil] je francouzská obec v departementu Essonne, v regionu Île-de-France, 32 kilometrů jihozápadně od Paříže.

## Geografie
Sousední obce: La Norville, Avrainville, Marolles-en-Hurepoix a Cheptainville.

## Vývoj počtu obyvatel
Počet obyvatel